# Монтрамито (Лука)
Монтрамито је насеље у Италији у округу Лука, региону Тоскана.
Према процени из 2011. у насељу је живело 112 становника. Насеље се налази на надморској висини од -1 м.